# 阿查將軍鎮

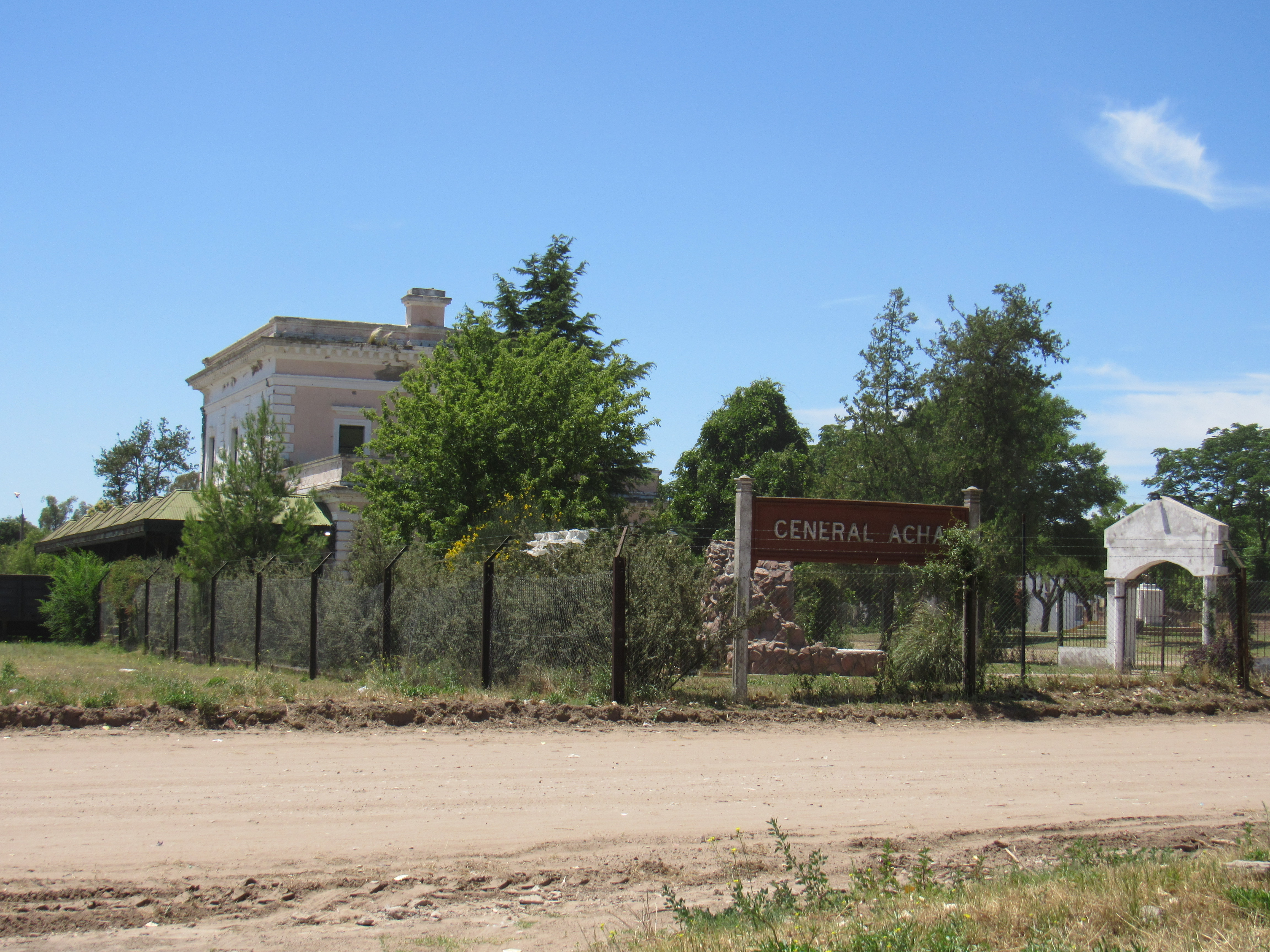
阿查將軍鎮

阿查將軍鎮（西班牙語：General Acha），是阿根廷的城鎮，位於該國中部拉潘帕省，是烏特拉坎縣的首府，距離聖羅莎102公里，始建於1882年8月12日，海拔高度252米，2010年人口12,184。